# Eici Sonoda
Eici Sonoda (jap. 園田 英一朗, Sonoda Eiichirō; * 23. September 1958 in Tokio; † 4. Dezember 2015 in Berlin) war ein deutsch-japanischer Maler mit dem Spezialgebiet urbaner Plein-Air-Malerei (Freilichtmalerei). Er initiierte im Jahr 2001 die Berliner Produzentengalerie Galerie Kraftwerk und war Mitbegründer des Kunstvereins Kraftwerk e. V. Seine Werke präsentierte er unter anderem in dem von ihm geleiteten Café Kōhi (jap. für engl. coffee) in Berlin-Mitte.

## Ausbildung und Werkgeschichte
Eici Sonoda wurde als Sohn des japanischen Pianisten Takahiro Sonoda (1928–2004) geboren. Mit seinen Eltern hielt er sich von 1959 bis 1961 in West-Berlin auf, im Jahr 1977 machte er sein Abitur am Gymnasium Hohenbaden Baden-Baden. Sonoda war Autodidakt und Schüler der japanischen Plein-Air-Maler Hiroshi Kasukabe, Yukichi Kouge und Takashi Yamashita. In den 1970er Jahren führten ihn zahlreiche Malreisen „gegen den Willen der Eltern mit Rucksack und erhobenem Daumen“ nach Südfrankreich, Paris, Andalusien, Florenz, Venedig, Tunesien, Schweiz, Tokio und Hamburg. 
Neben klassischer Landschaftsmalerei, die etwa in der Provence, an der Côte d’Azur oder in der Toskana entstand, zog es Eici Sonoda immer wieder in urbane Zentren, insbesondere das Berlin vor und nach der Wiedervereinigung. Seit 1978 wurden Sonodas Bilder in zahlreichen Ausstellungen unter anderem in Berlin und Baden-Baden gezeigt.

## Plein-Air-Malerei mit Berliner Motiven
Sonoda sah seine Arbeiten auch als Plädoyer für die künstlerische Gleichwertigkeit von Berliner Motiven mit Stadtansichten anderer europäischer Großstädte: „Es scheint leider die Ansicht verbreitet zu sein, fast jede andere Stadt eigne sich eher zum malen als Berlin. Was ist das nun, das offensichtlich Malerische, wie es z. B. Paris zu bieten hat, mit den wunderbar farbigen Grautönen, ist es das was Berlin fehlt? Aber ist gerade diese scheinbare Unversehrtheit und gewachsene Struktur anderer europäischer Metropolen nicht auch Eintönigkeit?“
Sonoda hielt die deutsche Hauptstadt für „einzigartig in der Mischung von Menschen und Material, den von ihnen geformten Stilen ost- und südeuropäischer Kultur“ und interessierte sich vor allem für die „Verschiedenheit der alten und neuen Stadtzentren.“
Ein Großteil von Sonodas Bildern entstand nicht im Atelier, sondern direkt vor Ort, auch das war für den Künstler ein wichtiger Aspekt des Schöpfungsprozesses: „Durch die Strassenmalerei begreift man die Grenzen anständiger Malerei, trotz aller Achtung vor den alten Meistern, was die Methode betrifft. Nur auf der Strasse begegnet man dem Hier und Jetzt, sei es das Wetter, das unerwartet wechselt, oder ein Passant, der in der Rush-hour oder zu vorgerückter Stunde ein Feed-back einfordert, nicht nur nachts sind alle Menschen gleich schwarz.“